# Anastomoza
Anastomoza je splet tokova koji se razgranavaju i ponovno spajaju, kao što su krvne žile ili vene listova. Izraze se koristi u medicini, biologiji i geologiji.

## Medicina
Anastomoza (u medicini) označava spoj između dviju struktura. To se može 
odnositi na krvne žile ili neke druge cijevaste strukture kao što je crijevo.
U krvožilnom sustavu mnoge arterije međusobno anastomoziraju (i tako čine splet). U kirugiji, anastomoza nastaje kada se dio crijeva ukloni, a novonastali krajevi se spoje u anastomozu (šivanjem se spoje). 